# Archanara rufescens
Archanara rufescens là một loài bướm đêm trong họ Noctuidae.